# Dara Torresová
Dara Grace Torresová, provdaná Hoffmanová (* 15. dubna 1967 Beverly Hills) je bývalá americká plavkyně. Startovala na pěti olympijských hrách v letech 1984, 1988, 1992, 2000 a 2008, kdy se ve věku 41 let stala nejstarší plavkyní olympijské historie. Získala dvanáct olympijských medailí, z toho čtyři zlaté, všechny ve štafetách; nejlepším individuálním umístěním bylo druhé místo na 50 m volný způsob na olympiádě 2008. S americkou kraulařskou štafetou vyhrála Panamerické hry 1983 a byla druhá na mistrovství světa v plavání 1986. Byla také světovou rekordmankou na trati 50 m volný způsob časem 25,61 s.
Je kubánského a židovského původu, má pět sourozenců. Je absolventkou University of Florida v oboru telekomunikací. V roce 1994 jako první sportovkyně pózovala pro Sports Illustrated Swimsuit Issue.
V roce 2005 byla zvolena do International Jewish Sports Hall of Fame. V roce 2012 jí nominace na olympiádu unikla o devět setin sekundy, poté ukončila kariéru. Působí jako televizní komentátorka.